# 斯特博里夫卡
49°54′2″N 25°18′38″E / 49.90056°N 25.31056°E

斯季博里夫卡（烏克蘭語：Стиборівка），是烏克蘭西部的村莊，隸屬利維夫州的佐洛奇夫區。該村始建於800年，面積0.92平方公里，海拔高度353米，2001年人口419。